# Gare d'Erindale
La gare d'Erindale est une gare ferroviaire située à l'angle de Burnhamthorpe Road et de Creditview Road à Mississauga en Ontario. Elle est desservie par des trains de banlieue de la ligne Milton de GO Transit.

## Situation ferroviaire
La gare d'Erindale est située à la borne 18,1 milles (29,1 km) de la subdivision Galt du Canadien Pacifique (CP), entre les gares de Streetsville et de Cooksville. En direction ouest, les voies traversent la rivière Credit avant de s'approcher à la gare de Streetsville.

## Histoire

### Credit Valley Railway

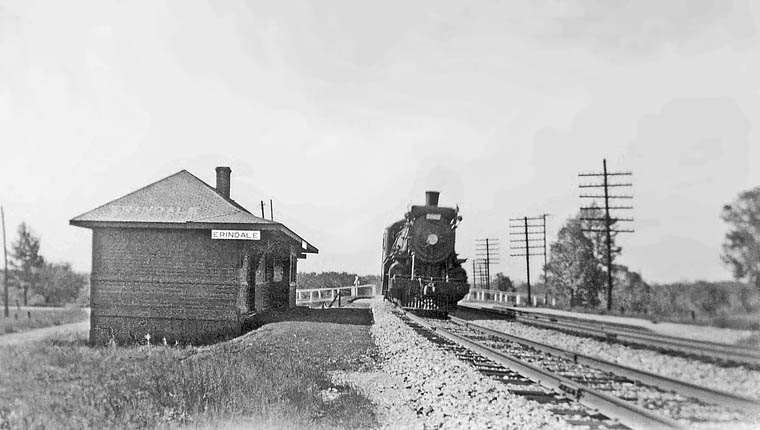
Bâtiment voyageurs du Credit Valley Railway en 1910

Le Credit Valley Railway a été construit entre 1877 et 1881. L'entreprise ferroviaire a été affrétée en février 1871 afin de construire une nouvelle ligne ferroviaire reliant Toronto et Orangeville via Streetsville, maintenant un quartier de Mississauga. Le principal bailleur de fonds du projet était George Laidlaw, un homme d'affaires qui a favorisé le développement des chemins de fer à voie étroite à Toronto. Le contrat d'affrètement a ensuite été modifié au cours des années suivantes pour prolonger la ligne principale vers Saint-Thomas afin de se connecter au Canada Southern Railway.
Les travaux ont débuté en 1874. L'argent manquait cependant et les progrès de travaux étaient lents. Le premier tronçon entre Parkdale (à Toronto) et Milton a été ouvert en 1877. La gare d'Erindale a été mise en service en 1879. Elle était située sur Erindale Station Road. Elle était un dépôt achalandé puisque le courrier y était chargé et déchargé, tout comme le fret, les colis et les produits agricoles. Le train transportait également des passagers et du bétail.
Après l'achèvement de la ligne complète en 1881, l'entreprise était au bord de la faillite et a commencé à chercher un acheteur ou un bail commercial. Un certain nombre de municipalités qui avaient fourni des fonds pour la construction étaient préoccupées car elles prévoyaient que la construction de la ligne augmenterait la concurrence et briserait le monopole créé par le Grand Tronc. Une solution fut rapidement trouvée lorsque le président du CVR, convainquit le Canadien Pacifique de reprendre la ligne en 1883.
La gare a été démolie dans les années 1950 avec la baisse d'achalandage.

### GO Transit

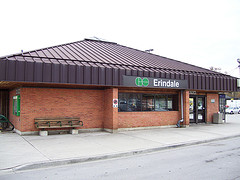
Ancien bâtiment voyageurs de GO Transit en 2007

La gare de GO Transit a ouvert ses portes le 25 octobre 1981, lorsque la ligne Milton est devenu la quatrième ligne du réseau de trains de banlieue de GO Transit, après les lignes Lakeshore, Georgetown (maintenant Kitchener) et Richmond Hill.
La ligne Milton a été mise en service avec trois allers-retours du lundi au vendredi. Le service s'est avéré suffisamment populaire pour que, le 9 juillet 1989, GO ait ajouté deux autres trajets en semaine.
Le 29 octobre 1990, un certain nombre de trajets allers-retours de mi-journée sont ajoutés sur la ligne. La ligne Milton est devenue la première ligne autre que Lakeshore à offrir un service de train en dehors des heures de pointe. L'objectif était de désengorger la ligne Lakeshore, particulièrement à Mississauga. La plupart des services de mi-journée consistaient en une seule rame reliant entre les gares Union et Erindale (avec des bus correspondants entre Erindale et Milton), le premier trajet en provenance d'Union vers 8h30 et le dernier trajet en provenance d'Erindale juste avant le début de l'heure de pointe d'après-midi.
Le 8 janvier 1996, les coupes budgétaires ont forcé le remplacement de trains de mi-journée par des « trains-bus » circulant toute la journée, desservant toutes les gares de la ligne sauf Kipling.
Alors que la croissance des banlieues se poursuivait vers le nord et l'ouest, GO Transit a continué à ajouter des trajets de trains. Un sixième train de la ligne a été ajouté en 2002, suivi d'un septième train en juin 2009, et d'un huitième en juin 2012. En janvier 2015, un neuvième train est ajouté sur la ligne, suivi d'un dixième train en septembre 2016. En 2020, Metrolinx a publié un plan stratégique qui prévoyait l'expansion du service à toutes les 15 minutes ou mieux aux heures de pointe entre Meadowvale et Union (avec un service en contre-pointe toutes les 30 minutes) et un service toutes les demi-heures hors pointe vers Meadowvale, avec des bus correspondants vers Milton.
Alors que l'agence provinciale aimerait offrir à nouveau un service de mi-journée bidirectionnel sur la ligne, améliorer le service vers Mississauga et possiblement augmenter le service de métro, les négociations avec le CP se sont avérées frustrantes. Contrairement au CN, la subdivision Galt du CP entre Mississauga et Toronto est sa seule ligne principale entre Toronto, London et Windsor. Il n'existe aucune voie de contournement vers laquelle le trafic de marchandises du CP peut se détourner. GO Transit a dû dépenser des sommes considérables pour ajouter des voies afin d'obtenir le service dont il dispose actuellement, et bonifier le service à toute la journée serait coûteux pour l'agence provinciale.
En septembre 2013, Metrolinx a achevé un nouveau stationnement étagé et un nouveau bâtiment voyageurs à la gare d'Erindale. Le nouveau stationnement étagé est à six niveaux, et abrite sous un même toit 1 500 espaces de stationnement, ainsi qu'un nouveau bâtiment voyageurs. Le nouvel aménagement comprend une boucle d'autobus, un débarcadère, une passerelle couverte pour piétons conduisant aux voies de la gare, ainsi que des allées pour cyclistes et piétons. Le coût total des travaux est de 67,6 millions de dollars, et les gouvernements provincial et fédéral ont chacun versé 33,8 millions de dollars, dans le cadre du Programme d'amélioration de GO Transit.

## Service des voyageurs

### Accueil
La billetterie de GO Transit est ouverte en semaine de 6 h à 9 h 15, fermée les fins de semaine et jours fériés. L'ambassadeur de la gare GO peut aider les clients à configurer un type de tarif ou à définir un trajet par défaut sur la carte Presto. Les clients disposent également d'options en libre-service, notamment l'achat d'un billet papier dans un distributeur automatique de billets, le chargement d'une carte Presto dans un distributeur automatique de billets compatible avec Presto, l'achat d'un billet électronique avec leur téléphone intelligent et le paiement au valideur avec une carte de crédit sans contact ou une carte Presto.
La gare est équipée d'une salle d'attente, des toilettes, de Wi-Fi, d'un téléphone payant, d'un garage de stationnement, et d'une boucle d'autobus. Le stationnement incitatif est équipé des places de stationnement réservées, d'une aire de covoiturage, et d'un débarcadère. La boucle de bus dessert les trains-bus de GO Transit et une ligne de MiWay.
L'ensemble de la gare est accessible aux fauteuils roulants.

### Desserte
La gare dessert les trains de la ligne Milton aux heures de pointe. 8 trains en direction d'Union s'arrêtent à la gare les matins de semaine, et 8 trains en direction de Milton s'arrêtent les soirs de semaine. Aucun train ne dessert la gare hors pointe et en fin de semaine.
GO Transit exploite les navettes hors pointe entre la gare de Port Credit, la gare de Cooksville, le centre commercial Square One et la gare d'Erindale hors pointe, en fonction des horaires du train Lakeshore West.

### Intermodalité

#### MiWay
La gare d'Erindale est desservie par les lignes locales et express de MiWay suivantes :
| Route | Route               | Destination | Arrêt | Renseignements supplémentaires |
| ----- | ------------------- | --- | --- | ------------------------------ |
| 9     | Rathburn—Thomas     | - Direction est vers le centre commercial Square One - Direction ouest vers le centre communautaire de Churchill Meadows via la gare de Streetsville aux heures de pointe | - Arrêt en direction est sur Creditview Drive à Melia Drive - Arrêt en direction ouest sur Rathburn Drive à Creditview Drive |                                |
| 20    | Rathburn            | - Direction est vers la station Kipling via les centres commerciaux Square One et Rockwood                                                                                | Quai n° 5 |                                |
| 38    | Creditview          | - Direction nord vers le centre commercial Meadowvale via les gares de Lisgar, et de Meadowvale - Direction sud vers la gare de Cooksville                                | Arrêts sur Creditview Road                                                                                                   | Service de semaine             |
| 38A   | Creditview—Argentia | - Direction nord vers le centre commercial Meadowvale via les gares de Lisgar, et de Meadowvale - Direction sud vers la gare de Cooksville                                | Arrêts sur Creditview Road                                                                                                   | Service de fin de semaine      |

#### GO Transit
La ligne 21 de GO Transit dessert la gare de Port Credit, la gare de Cooksville, le centre commercial Square One et la gare d'Erindale hors pointe, en fonction des horaires du train Lakeshore West.